# Yucatán (film)
Yucatán è un film del 2018 co-scritto e diretto da Daniel Monzón.

## Trama
Clayderman è un truffatore che, insieme a sua moglie Verónica, lavora a bordo della MS Sovereign come pianista. Usa la sua posizione di membro dell'equipaggio per commettere piccoli crimini contro i passeggeri. A Barcellona, Lucas (un altro truffatore) entra discretamente nella nave travestito da membro dell'equipaggio. Quasi allo stesso tempo, Antonio e la sua famiglia salgono a bordo come passeggeri regolari. Clayderman, Lucas e Verónica hanno un passato insieme, avendo lavorato come gruppo, ma si sono separati quando sia Clayderman che Lucas si sono innamorati di Verónica.
Non appena Clayderman scopre che Lucas è a bordo, è sicuro che il suo vecchio amico sta pianificando una nuova truffa. Inizia a indagare e scopre che Antonio, un vecchio fornaio che ha recentemente vinto 161 milioni di euro alla lotteria, è a bordo con la sua famiglia. Da questo momento in poi, Clayderman, Lucas e Verónica (assistiti dai loro alleati) iniziano una competizione per vedere chi può rubare prima i soldi del vecchio.